# 利齒狐蝠
利齒狐蝠（Acerodon lucifer），又名齒狐蝠、菲律賓潘那島果蝠或班乃島利齒狐蝠，是菲律賓一種已滅絕的蝙蝠。
導致利齒狐蝠滅絕的原因可能是砍伐林木或過度獵殺。牠們曾在第二次世界大戰時在軍營中出沒。但现时它们被认为是鬃毛利齿狐蝠的异名。

## 外部連結
- IUCN Red List
- Philippine Fruit Bats: Endangered and Extinct